# Varallo
Varallo je italská obec v provincii Vercelli v oblasti Piemont.
K 31. prosinci 2011 zde žilo 7 506 obyvatel.

## Památky
Nachází se zde křesťanská posvátná hora, nejstarší z italských Sacri Monti a poutních míst svého druhu vůbec. Tvoří ji basilica minor zasvěcená Panně Marii a čtyřicet pět kaplí, které zdobí fresky a osm set polychromovaných terakotových soch v životní velikosti. Sacri Monti jsou zapsány na seznamu UNESCO.

## Sousední obce
Borgosesia, Breia, Cesara (VB), Civiasco, Cravagliana, Madonna del Sasso (VB), Nonio (VB), Quarna Sotto (VB), Quarona, Sabbia, Valstrona (VB), Vocca

## Galerie

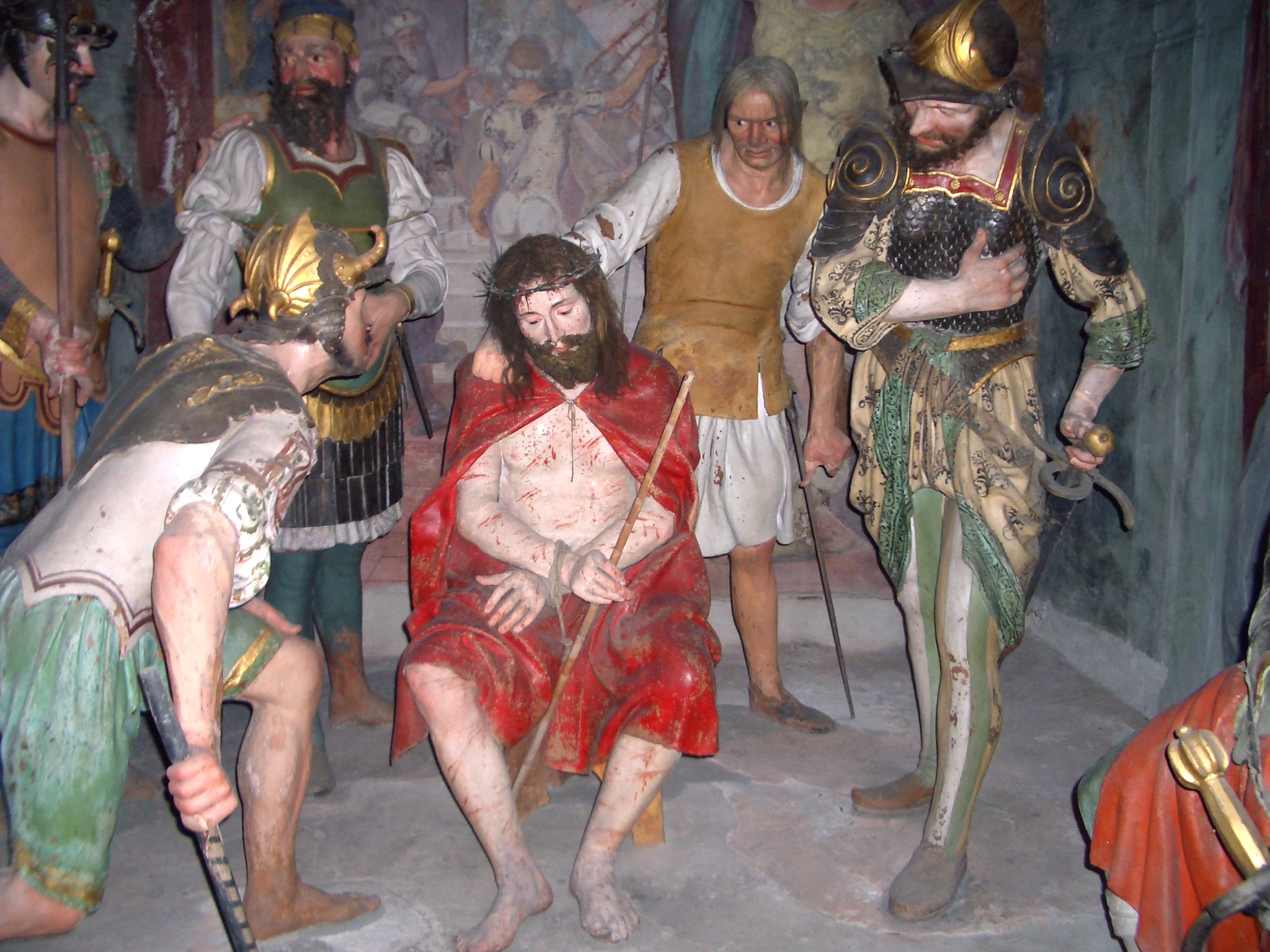
Kaple korunování Krista